# Аргір (син Мелуса)
Аргір або Аргірос (грец. Αργυρός; бл.1000 – 1068) — син героя першого повстання лангобардів у 1009-1011 роках Мелуса Барійського, один із лідерів другого лангобардського повстання проти Візантії в 1040 році, в 1042 році перейшов на бік візантійців.

## Біографія

### Лангобардський бунтівник
Після поразки батька в 1011 році, юного Аргіра і його матір було заарештовано і відправлено до Константинополя. Тільки в 1038 Аргір зміг повернутися в Апулію. В 1040, скориставшись експедицією візантійської армії на Сицилію, лангобарди знову підняли повстання проти Візантії. Повсталим, в армії яких з березня 1041 билися нормандці з Мельфі, вдалося взяти під контроль практично всю Апулію, за винятком півдня півострова Салетнина і міста Трані. Першого номінального лідера повсталих, беневентського принца Атенульфа, було викрито в закулісних переговорах з Візантією і присвоєння викупу за полоненого катапана. У зв'язку з цим повсталі в лютому 1042 року обрали своїм лідером Аргіра і коронували його в Церкві Святого Аполлінарія в Барі.
Навесні 1042 року Аргір зіткнувся з візантійським полководцем Георгієм Маніаком, який зумів повернути під контроль Візантії більшу частину апулійського узбережжя. Але після того, як Георгія Маніака було відкликано з Італії, повсталим знову вдалося потіснити візантійців. У цей момент, коли перемога повстанців здавалася досяжною, Аргір несподівано перейшов на бік Візантії.

### На службі Візантії
Причини, через які Аргір перейшов на бік Візантії, залишаються незрозумілими. За однією версією він отримав від імператора Костянтина IX хабар і обіцянку посту катапана в майбутньому. З іншого боку, можливо Аргір побачив, що нормандці становлять набагато більшу небезпеку для лангобардів, ніж Візантія, і вирішив попередити удар. Наступні події однаково говорять на користь обох версій.
Протягом наступних п'ятнадцяти років Аргір невпинно зі змінним успіхом воював з норманами, а в 1051 став катапаном (намісником) і отримав гучний титул герцога Італії, Калабрії, Сицилії і Пафлагонії. Папа Лев IX у цей час поставив за мету вигнання нормандців, у яких бачив джерело усіх бід Італії. У зв'язку з цим Аргір запропонував Костянтину IX відновити римсько-візантійський союз, розірваний ще в іконоборчу епоху, чому чинив опір патріарх Михайло Керулларій. У червні 1053 армія Аргіра йшла назустріч війську папи Лева IX, щоб спільно знищити нормандців. Але нормандські графи Онфруа Отвіль та Річард Дренго випередили Аргіра і розбили папські війська в Битві при Чівітате. Лев IX, який опинився в нормандському полоні, був змушений обмежитися в переговорах з Візантією посланнями і направленням до Константинополя легатів. Роль Аргіра в подіях залишається неясною. Легати Лева IX, безперечно, відвідували Аргіра на шляху до Константинополя та отримували від нього рекомендації. Але візит легатів замість бажаного Аргіром союзу призвів до остаточного поділу Церков. Імператор Костянтин IX звинуватив родичів Аргіра, що знаходилися в столиці, в пособництві легатам. 1057 року Аргір залишив Італію, і подальшу його долю простежити неможливо. У наступні складні роки Візантії було вже не до захисту своїх італійських володінь, і вже в 1071 упало Барі, останнє візантійське місто в Італії.